# Эрпорт-Род (Вайоминг)
Эрпорт-Род (англ. Airport Road) — невключённая территория, расположенная в округе Уошаки (штат Вайоминг, США) с населением в 297 человек по статистическим данным переписи 2000 года.

## География
По данным Бюро переписи населения США, невключённая территория Эрпорт-Род имеет общую площадь в 9,58 квадратных километров, водных ресурсов в черте населённого пункта не имеется.
Невключённая территория Эрпорт-Род расположена на высоте 1256 метров над уровнем моря.

## Демография
По данным переписи населения 2000 года в Эрпорт-Роде проживало 297 человек, 85 семей, насчитывалось 110 домашних хозяйств и 114 жилых домов. Средняя плотность населения составляла около 30,7 человек на один квадратный километр. Расовый состав Эрпорт-Рода по данным переписи распределился следующим образом: 89,56 % белых, 3,03 % — представителей смешанных рас, 7,07 % — других народностей. Испаноговорящие составили 12,79 % от всех жителей невключённой территории.
Из 110 домашних хозяйств в 33,6 % — воспитывали детей в возрасте до 18 лет, 71,8 % представляли собой совместно проживающие супружеские пары, в 1,8 % семей женщины проживали без мужей, 22,7 % не имели семей. 20,0 % от общего числа семей на момент переписи жили самостоятельно, при этом 8,2 % составили одинокие пожилые люди в возрасте 65 лет и старше. Средний размер домашнего хозяйства составил 2,70 человек, а средний размер семьи — 3,15 человек.
Население невключённой территории по возрастному диапазону по данным переписи 2000 года распределилось следующим образом: 26,3 % — жители младше 18 лет, 6,7 % — между 18 и 24 годами, 21,2 % — от 25 до 44 лет, 29,0 % — от 45 до 64 лет и 16,8 % — в возрасте 65 лет и старше. Средний возраст жителей составил 43 года. На каждые 100 женщин в Эрпорт-Роде приходилось 91,6 мужчин, при этом на каждые сто женщин 18 лет и старше приходилось 99,1 мужчин также старше 18 лет.
Средний доход на одно домашнее хозяйство в статистически невключённой территории составил 66 806 долларов США, а средний доход на одну семью — 80 221 доллар. При этом мужчины имели средний доход в 31 042 доллара США в год против 20 458 долларов среднегодового дохода у женщин. Доход на душу населения в невключённой территории составил 27 891 доллар в год. Все семьи Эрпорт-Рода имели доход, превышающий уровень бедности.